# Casa de Silva
El Conde D. Pedro en su “Libro de Linajes” inicia la sucesión de la casa de Silva en D. Gutierre Peláez (de) Alderete (c.1030 -?). D. Gutierre fue Señor del Castillo de Alderete y Señor de la Torre y Quinta da Silva. Su abuelo paterno, D. Pelayo Froilaz «el Diacono» (c. 990 - c.1050), fue tataranieto de D. Fruela II, Rey de Asturias y León, lo que significa que D. Gutierre era descendiente de los monarcas de la dinastía Astur-Leonesa. 
La casa de Silva es un linaje nobiliario español originario de Portugal que contó inicialmente con dos ramas principales: la más antigua de los condes de Cifuentes (título creado en 1456 que es ostentado hoy en día por los marqueses de San Román), y la de los duques de Pastrana (título creado en 1572 que actualmente ostentan ramas menores de la casa de Toledo). 
Su escudo muestra en campo de plata un león rampante de púrpura, armado, linguado de gules y coronado de oro.

## Títulos concedidos a la Casa de Silva
- Principado de Éboli
- Ducado de Estremera
- Ducado de Pastrana (GdE)
- Ducado de Talavera de la Reina (GdE)
- Marquesado del Águila
- Marquesado de Alenquer
- Marquesado de la Eliseda
- Marquesado de Gouveia
- Marquesado de Guisa
- Marquesado de Isasi
- Marquesado de Montemayor
- Marquesado de Orani
- Marquesado de la Vega de Sagra
- Marquesado de Vagos
- Marquesado de Alegrete
- Condado de Cifuentes (GdE)
- Condado de Portalegre
- Condado de Unhão
- Condado de Aveiras
- Condado de Vilar Maior
- Condado de Santiago de Beduído
- Senhores de Chamusca

Entre 1755 y 1802 se incorporaron los títulos de la  casa de Alba mediante el matrimonio de Manuel María José de Silva Mendoza y Cerda, X conde de Galve, con María Teresa Álvarez de Toledo y Haro, XI duquesa de Alba de Tormes.
En el siglo XVI se incorporan los títulos de la casa de Híjar en la figura de Jaime Francisco Víctor Sarmiento de Silva Fernández de Híjar, V duque de Aliaga, de Híjar y de Lecera, III marqués de Alenquer, VIII conde de Belchite, IX de Salinas, IX de Ribadeo, V de Vallfogona y IV de Guimerá, XV vizconde de Ebol, XV de Canet, XIV de Illa y IV de Alquerforadat.
A comienzos del siglo XVIII, la rama Silva-Bazán incorpora los títulos del marquesado de Santa Cruz (fundado en 1569), del marquesado de Villasor (1594), del ducado de Santo Mauro (1705), del ducado de San Carlos (1780) y del marquesado de Pozo Rubio (1887) —los cinco con rango de grandeza de España—, así como del marquesado del Viso (1611), del marquesado de Arcicóllar (1680), del condado de Carvajal (1866), del condado de San Martín de Hoyos (1891) y del señorío de Valdepeñas (concedido en 1575).